# Walther Bauersfeld
Walther Bauersfeld (Berlín, 1879-Heidenheim an der Brenz, 1959) fue un físico e ingeniero alemán.

## Historia
Walther Bauersfeld fue un ingeniero alemán (1879-1959) que trabajó en Carl Zeiss en Jena, Alemania. Diseñó la primera cúpula geodésica después de la Primera Guerra Mundial en 1923 para cubrir un planetario en los talleres de Carl Zeiss que se llamó '' la maravilla de Jena''. Esta cúpula se considera la primera cúpula geodésica derivada de un icosaedro.
En 1933 recibió la medalla Elliot Cresson y la Werner von Siemens Ring en 1941.
Murió el 28 de octubre de 1959 en Heidenheim an der Brenz.

## Legado
El asteroide 1553 Bauersfelda descubierto por Karl Reinmuth se llamó tras él.